# Pseudamia zonata
Pseudamia zonata is een straalvinnige vissensoort uit de familie van kardinaalbaarzen (Apogonidae). De wetenschappelijke naam van de soort is voor het eerst geldig gepubliceerd in 1985 door Randall, Lachner & Fraser.